# Hamden (Connecticut)
Hamden ist eine Stadt im New Haven County im US-Bundesstaat Connecticut, Vereinigte Staaten. Das U.S. Census Bureau ermittelte bei der Volkszählung 2020 eine Einwohnerzahl von 61.169.
Das Stadtgebiet hat eine Größe von 86,3 km2. In der Nähe der Stadt gibt es eine spezielle Hügelformation mit dem Namen „Sleeping Giant“, was der Gegend den Beinamen The Land of the Sleeping Giant (Land des schlafenden Riesen) eingebracht hat.
In Hamden befindet sich der Sitz der US-amerikanischen Provinz (Niederlassung) der Apostelinnen des Heiligsten Herzens Jesu.

## Geschichte
Hamden wurde ursprünglich von Puritanern als Teil der Stadt New Haven besiedelt. Das Land wurde von Theophilus Eaton und Hochwürden John Davenport in 1638 von dem dort lebenden Quinnipiack-Indianerstamm abgekauft. 1786 wurde durch die Zusammenlegung von mehreren Dörfern daraus eine eigene Stadt, die nach John Hampden benannt wurde. Im 19. und frühen 20. Jahrhundert herrschte ein reger Zustrom an Einwanderern, hauptsächlich aus Irland und Italien. In der Zeit nach dem Zweiten Weltkrieg veränderte sich der südliche Teil der Stadt hin zum Industriezentrum, während der nördliche Teil seinen ländlichen Charakter behielt.

## Schulen
| - Bear Path School - Church Street School - Dunbar Hill School - Helen Street School - Ridge Hill School - Shepherd Glen School | - Spring Glen School - West Woods School - Hamden Middle School - Hamden High School - Quinnipiac University |  |

## Söhne und Töchter der Stadt
- Ernest Borgnine (1917–2012), Schauspieler
- Jen Hudak (* 1986), Freestyle-Skierin
- Alexis Holmes (* 2000), Sprinterin

## Nachweise
1. ↑  www.hamden.com. (abgerufen am 5. März 2025).
2. ↑  Total Population in Hamden town, New Haven County, Connecticut. US Census Bureau, abgerufen am 5. März 2025 (englisch).